# Buschfrantzenmühle

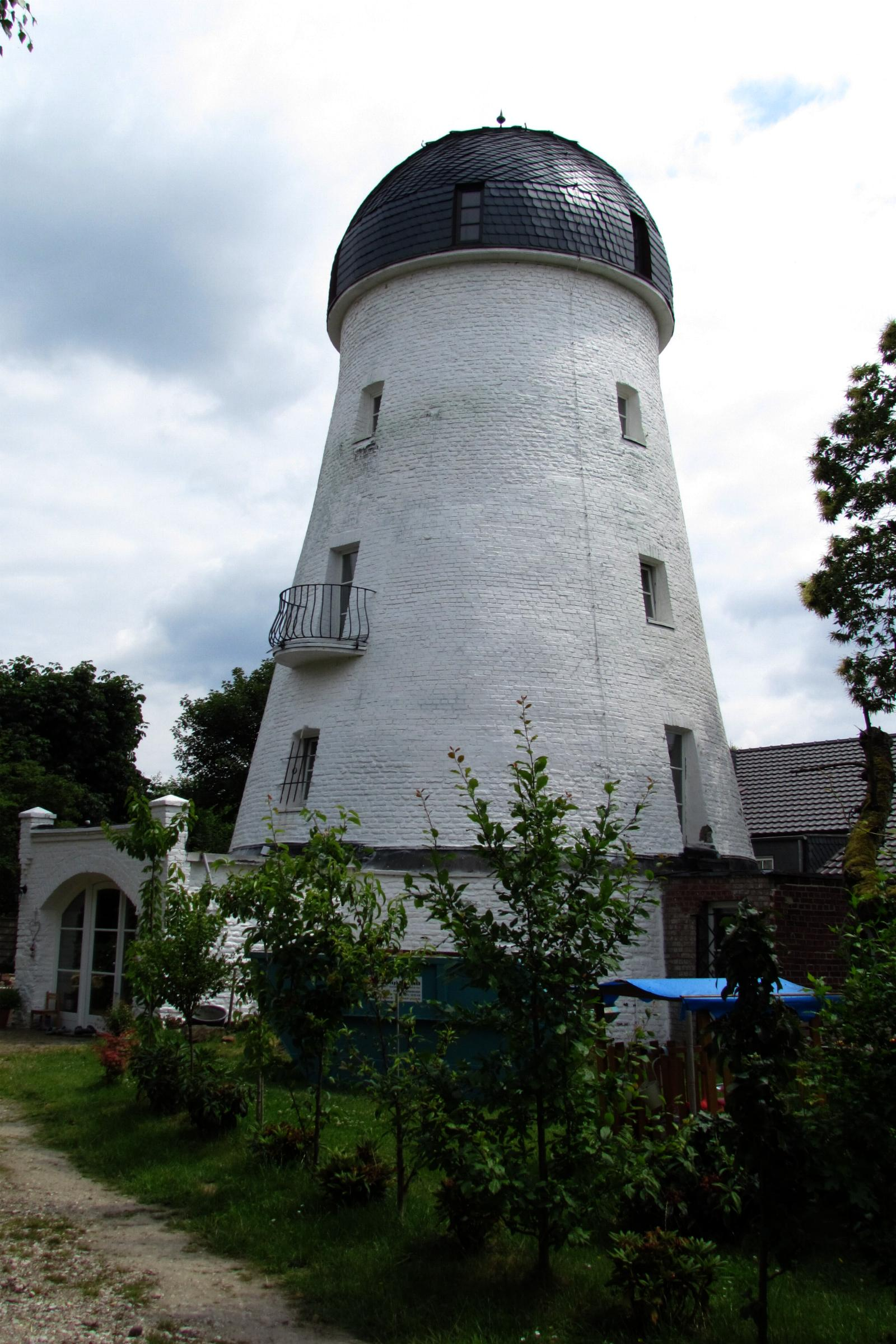
Ehemalige Windmühle

Die Buschfrantzenmühle steht im Stadtteil Kleinenbroich in Korschenbroich im Rhein-Kreis Neuss (Nordrhein-Westfalen), Jan-van-Werth-Straße 17.
Die ehemalige Windmühle, ein Turmholländer, wurde im 18. Jahrhundert erbaut. Sie wurde unter Nr. 037 am 28. August 1985 in die Liste der Baudenkmäler in Korschenbroich eingetragen.

## Architektur
Das Gebäude wurde aus Backstein viergeschossig mit sich nach oben verjüngendem Turm mit kugeligem Haubendach erbaut. Die Flügel fehlen.